# Borbála Vajda
Borbála Vajda (n. 18 decembrie 1957, Hangzhou, Republica Populară Chineză) este o politiciană română de etnie maghiaro-chineză, de profesie inginer geofizician. Din 3 martie 2008 până în 21 august 2012 a fost președinta Comisiei Naționale pentru Controlul Activităților Nucleare (CNCAN).
În urma redistribuirii de voturi la alegerile legislative din 2000, doamna Vajda a devenit senatoare de Călărași din partea UDMR, mandat pe care l-a îndeplinit în legislatura 2000-2004.

## Originea
Tatăl ei, Gyula Vajda, născut la Belin (Bölön), pe atunci în județul Trei Scaune, a fost trimis în anul 1955 pentru continuarea studiilor de agronomie în China. În Hangzhou s-a căsătorit cu Hu Mun Huan, colegă de studii la facultatea de filologie chineză. Domnișoara Hu emigrase din Malaezia în China, deoarece fusese urmărită de autoritățile malaeziene ca urmare a faptului că făcea parte din mișcarea care reclama învățământ universitar în limba maternă pentru minoritatea chineză ce reprezenta 30% din populația țării. Tatăl ei, rămas în Malaezia s-a opus iniția relației fiicei sale cu un european, dar în cele din urmă a fost de acord cu căsătoria. Din această căsnicie a rezultat fiica Borbála. Aceasta a fost înregistrată de autoritățile chineze sub numele de Wan Biri, din cauza transliterării dificile a numelui Vajda (Vodă-Voevod) și a prenumelui Borbála (Barbara) în limba chineză.
Borbála a început grădinița în China. După terminarea studiilor părinții s-au întors în România, lucrând in diferite gospodării de stat în Bărăgan. Neavînd locuință, tinerii au lăsat-o pe Borbála în grija bunicului și a rudelor, astfel ea a început școala în Belin, Covasna. A doua fiică, Emese, s-a născut la Brăila și prin căsătorie s-a stabilit la Tokio.
După un timp Gyula Vajda a devenit redactorul șef al revistei de limba chineză de la București, iar soția lui executa experimente de cultivarea orezului la Oltenița. Aici a trecut Borbála examenul de bacalaureat, după care a obținut diploma de geofizician la București.
Tatăl doamnei Borbála Vajda este de religie unitariană, iar mama ei este budhist-taoistă, de aceea sub semnul păcii și toleranței în familie, la nașterea fetei ei au decis ca ajunsă la maturitate, să-și aleagă singură religia. Aceasta a ales creștinismul de confesiune reformată, și a fost botezată în 2003 la Biserica Calvineum din București.

## Studii
Între 1977-1982 a urmat cursurile Facultății de Geologie-Geografie din cadrul Universității București, specializarea Inginerie Geologică și Geofizică.

## Activitatea profesională
Pe parcursul vieții a lucrat și în județul Harghita. Lucrarea ei de diplomă a avut ca temă apele termale din zona Miercurea Ciuc.
Până în 1999 a lucrat ca cercetător la Centrul de Metale Rare, iar când întreprinderea a ajuns în pericol de faliment, a fondat o firmă proprie de programare și prelucrare de date.

## Familia
Borbála Vajda este mama a doi băieți, Zsombor și Gyula.